# Tudor revival

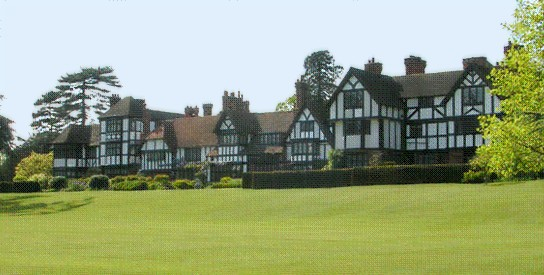
Ascott House, Buckinghamshire. Un "simple cottage" disegnato nel 1876 circa da George Devey. È uno dei primi esempi di Tudorbethan

Lo stile Tudor revival (chiamato in Inghilterra: Mock Tudor), noto anche come neotudoriano, è uno stile architettonico utilizzato soprattutto nel Regno Unito a metà del XIX secolo e basato essenzialmente sullo Stile Tudor o, più di frequente, sull'architettura popolare inglese del medioevo che sopravvisse anche durante il periodo Tudor. Tale stile, successivamente, si diffuse ampiamente in tutte le colonie britanniche per esempio in Nuova Zelanda dove l'architetto Francis Petre adattò questo stile per il clima locale. A Singapore, allora colonia britannica, architetti come R. A. J. Bidwell furono tra i primi ad usarlo nella cosiddetta Black and White House. Altri architetti che usarono questo stile furono Norman Shaw e George Devey.
Il Tudorbethan è invece una sottospecie dell'architettura Tudor revival; la parola è tratta da John Betjeman nel 1933, l'inventore dello stile "giacobita" termine usato per descrivere il revival di diversi stili mischiati tra il 1835 ed il 1885 detti anche "libero rinascimento inglese". Lo stile venne modellato essenzialmente sulle grandi case dei dignitari di corte di Elisabetta I e Giacomo VI. Il "Tudorbethan" andò ad eliminare le torri a base esagonale tipiche del "giacobita" e lo applicò al "Merrie England". Esso è associato all'Arts and Crafts Movement.

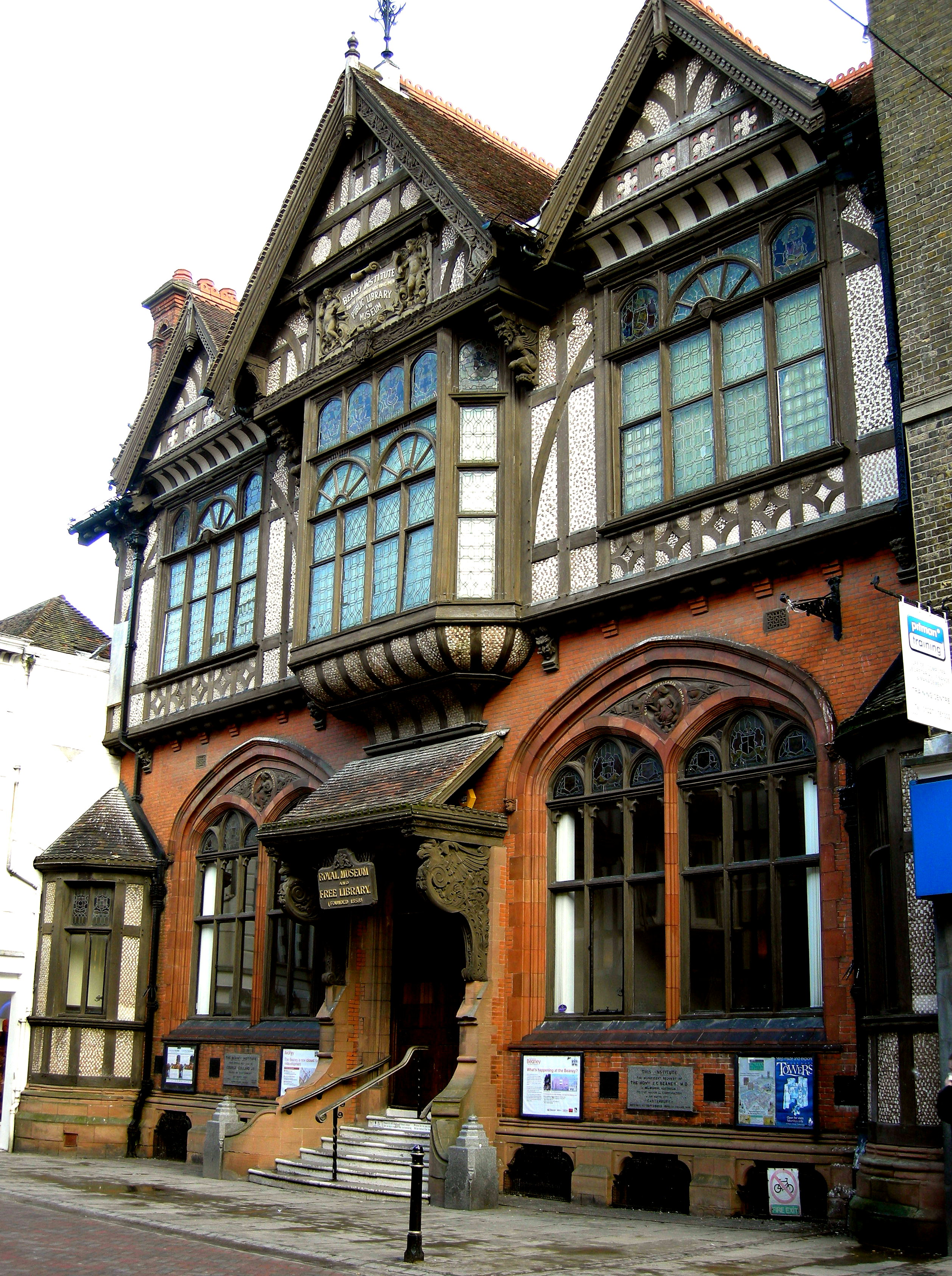
Lo stile Tudor al Beaney Institute, Canterbury (1899)

## Storia

### L'evoluzione dello stile

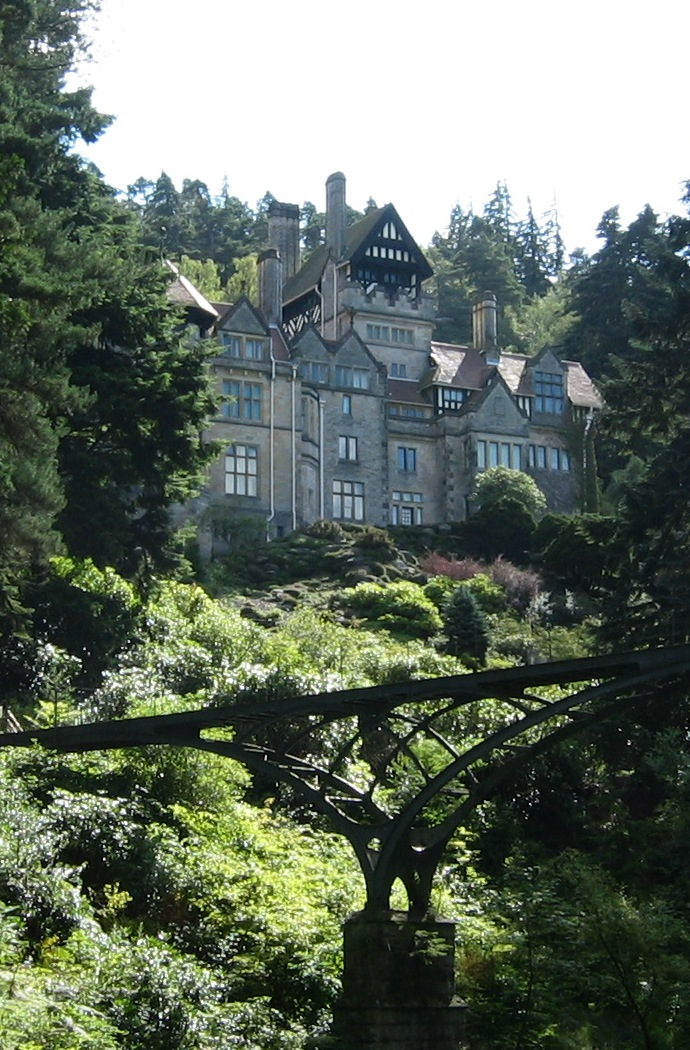
Cragside, progettata da Norman Shaw

Lo stile Tudor Revival fu la naturale reazione all'ornata architettura del Neogotico vittoriano della seconda metà del XIX secolo. Rigettando le produzioni di massa introdotte dall'industria dell'epoca, il movimento Arts and Crafts movement si adeguò volentieri al Tudorbethan, derivandovi aspetti dell'architettura Tudor, Elisabettiana e Giacobita.
Lo stile Tudor Revival fece una delle sue prime apparizioni in Gran Bretagna a Cragside, una residenza di campagna di stile eclettico che incorporava elementi dell'architettura Tudor ad opera dell'architetto Norman Shaw. Ad ogni modo, quasi nello stesso tempo, Shaw disegnò anche Leyswood presso Withyham nel Sussex, una grande residenza sviluppata attorno ad un cortile dotata di torri e facciata con legname a vista, accompagnata da alti camini. Impropriamente tale stile venne compreso nel Queen Anne Style sebbene questo nuovo stile includesse elementi anche precedenti al'epoca Elisabettiana e Giacobita.

### L'uso del legno e il Tudor Revival Elisabettiano

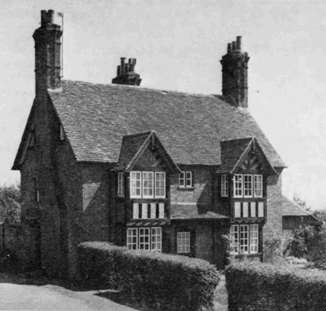
Un cottage costruito nel 1870 circa mascherato in stile Tudor Revival.

Dagli anni ottanta dell'Ottocento, Il Tudor Revival si concentrò più sulla semplicità dei cottages di ispirazione Elisabettiana più che sulle strutture in mattoni tipiche di Hampton Court e Compton Wynyates. Case piccole e grandi sorsero dunque con questo nuovo stile dove era predominante l'uso del legno nelle parti superiori e contraddistinto da camini ornamentali e molto alti, nello stile originale semplice del cottage inglese dove l'influenza dell'Arts and Crafts movement divenne evidente.
Anche in questa seconda evoluzione del Tudor Revival, ad ogni modo, non si poteva avere la pretesa di sostenere una casa moderna utilizzando unicamente il legno come in passato e pertanto le strutture in questo stile vennero erette prevalentemente in mattoni, utilizzando il legname solo come decorazione nelle facciate esterne. Un esempio di questa tecnica è riscontrabile ad Ascott House nel Buckinghamshire, disegnato dall'architetto Devey per la famiglia Rothschild, tra i primi patroni e promotori di questo stile.
Diversi landlords inglesi di quest'epoca decisero di convertire le loro residenze per farle sembrare degli idilliaci e pittoreschi villaggi elisabettiani come nel caso di Mentmore nel Buckinghamshire.
Un esempio idealizzato di questo stile si può trovare nel Liberty & Co. department store di Londra.

### Il Tudor Revival nel XX secolo

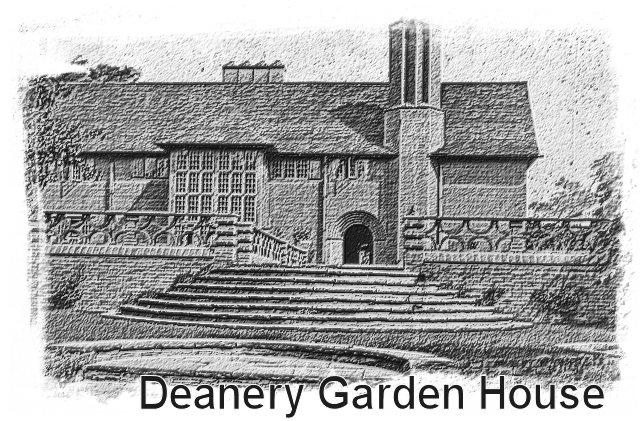
Case di Edwin Lutyens che a partire dall'inizio del Novecento riuscirono ad evolversi secondo lo stile Tudor Revival.

Nella prima parte del Novecento, uno degli esponenti che consentirono di sviluppare accuratamente questo stile fu Edwin Lutyens (1864–1944). Nel Decanato del Berkshire, nel 1899, l'editore dell'influente rivista Country Life si appassionò moltissimo a questo stile di revival dello stile Tudor che conferiva uno stile semplice e popolare all'architettura di campagna. Esempio di questo stile è Greaves Hall costruita attorno al 1900 per la famiglia Scarisbrick. Alcune di queste strutture poterono essere ammirate sino alla loro  demolizione nel 2009.
Successivamente vennero costruiti il Mackey Hugh Baillie Scott (1865–1945) ed il Blair Imrie che presero nome dai rispettivi architetti. Lutyens spostò quindi lo stile Tudor verso un'evoluzione del tutto personale, spesso accompagnando i suoi progetti con giardini di Gertrude Jekyll.
Dopo la prima guerra mondiale, molti sobborghi londinesi si svilupparono secondo questo stile, riflettendo quel gusto nostalgico per i valori rurali. Lo stile venne copiato anche presso Englewood nel New Jersey ed a Teaneck dove ancora oggi sono presenti le principali concentrazioni di Tudor Revival del periodo.

Nella prima metà del XX secolo lo stile Tudor si spostò verso una visione più minimalista che lo rese più economico nella sua realizzazione e quindi più abbordabile. Alcune case popolari vennero disegnate in questo stile Brewer's Tudor. Nella poesia Slough di John Betjeman del 1937:
In various bogus-Tudor bars

And daren't look up and see the stars.»
Sul finire del XX secolo vi fu una ripresa dell'emulazione dello stile Tudor con miglioramenti nell'abito delle finestr per consentire una migliore visuale sulla strada, sviluppando strutture spesso in lotti di terreno molto più piccoli che in passato (in particolare sulla costa occidentale statunitense) e venendo talvolta collegato con progetti in stile francese e italiano provinciale, col risultato di un mix eclettico.

## Caratteristiche
Lo stile Tudor Revival enfatizza i principali aspetti dell'architettura dell'epoca Tudor inglese ma con aspetti meno scenografici, imitando in tal modo i cottages medievali e le case di campagna. Malgrado questo lo stile si presenta con alcune caratteristiche moderne come ad esempio l'uso esterno del legname e la struttura portante realizzata in mattoni, camini rialzati e finestre con bifore molto alte, portici con pilastri in legno.

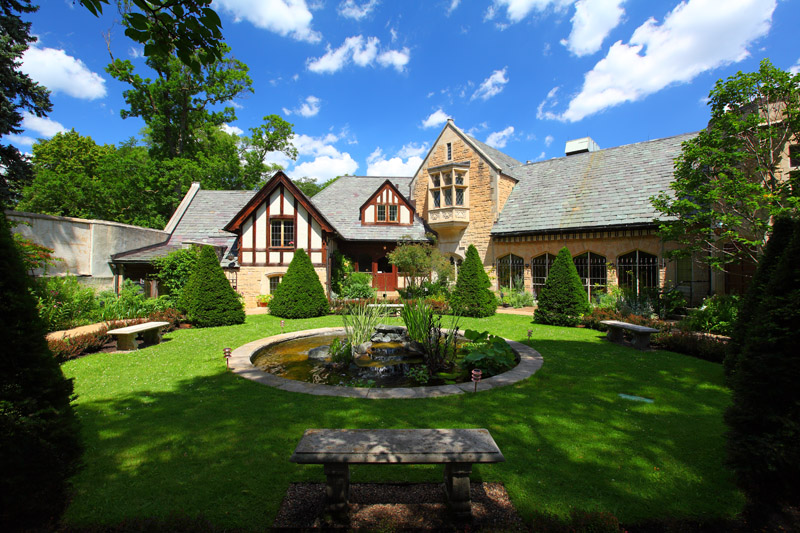
Il Bakken Museum di Minneapolis, Minnesota, 1928–1930
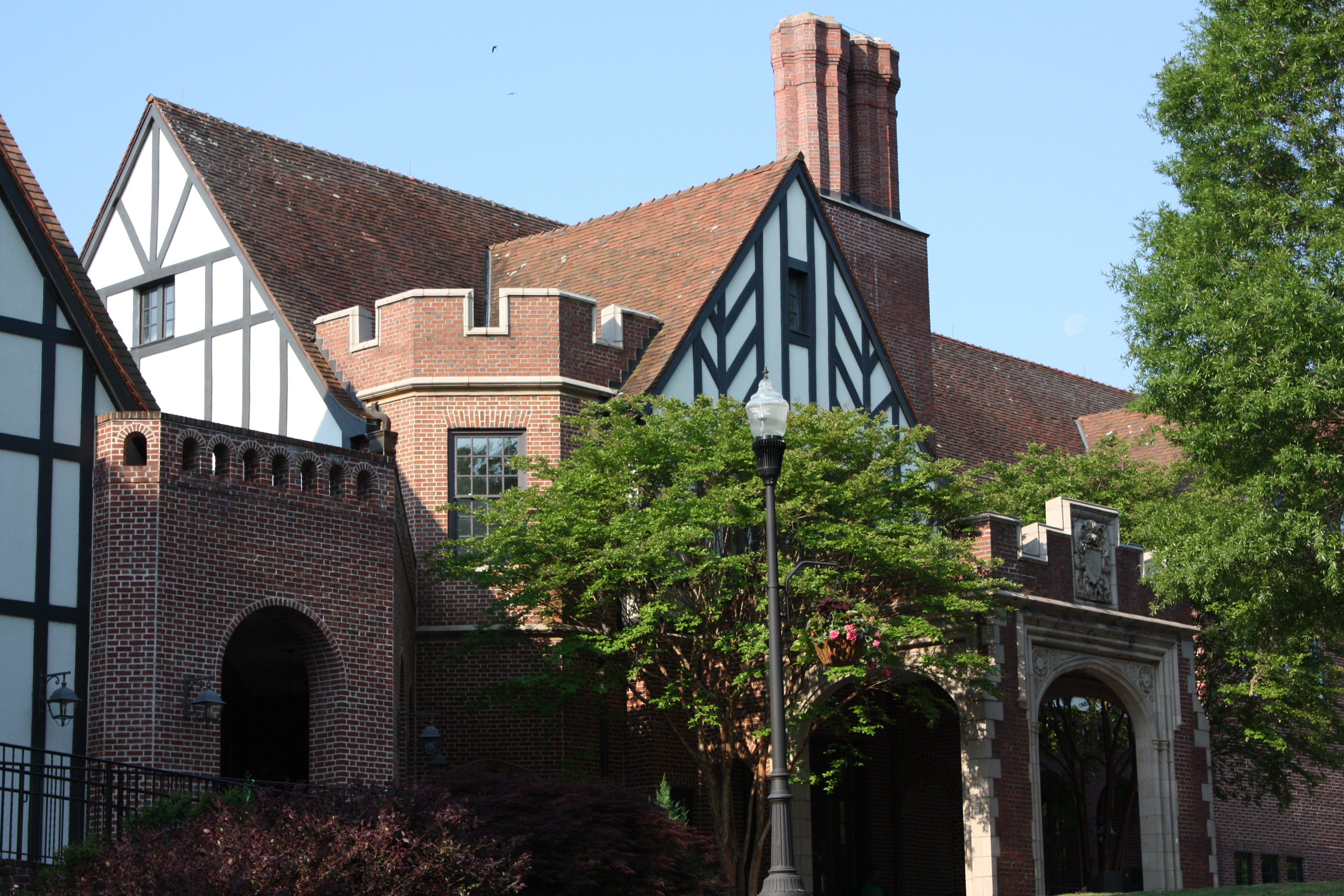
East Lake Golf Club Clubhouse disegnata dall'architetto Philip Shutze nel 1923
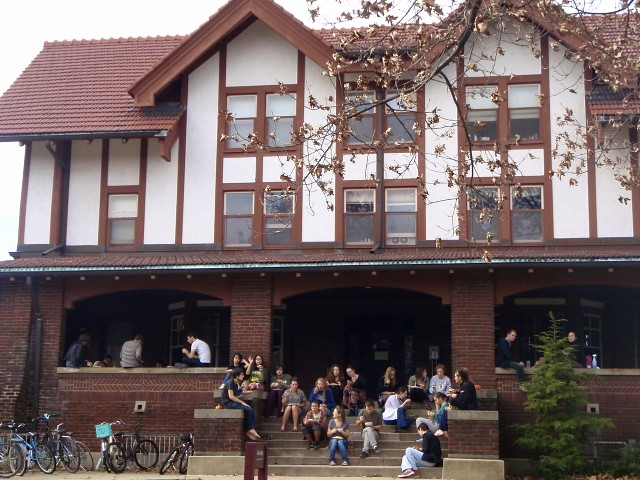
Keep Cottage all'Oberlin College, costruito nel 1911.
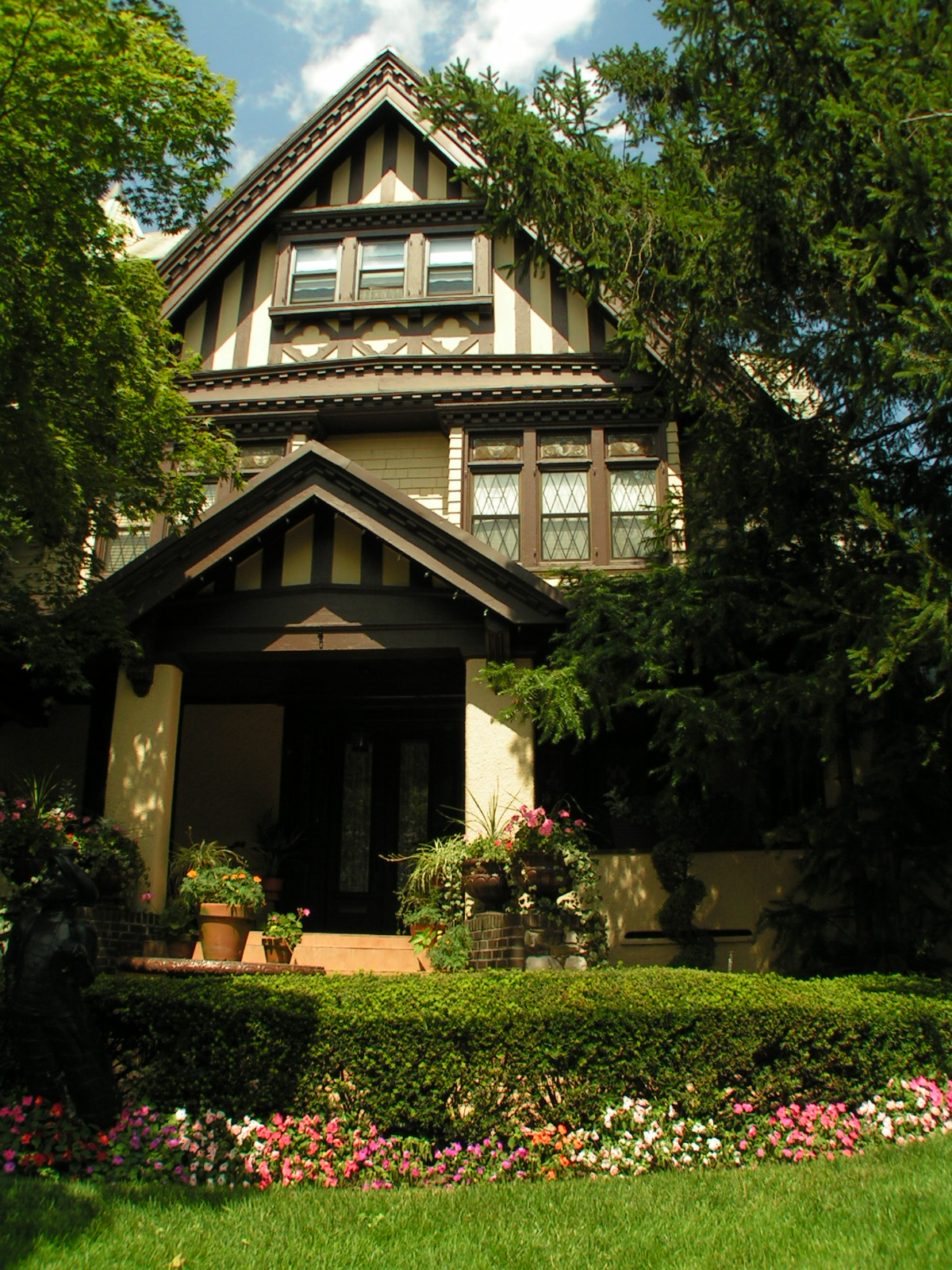
Architettura Tudor Revival del 1899 nella Saitta House, posta a Dyker Heights, Brooklyn, New York.
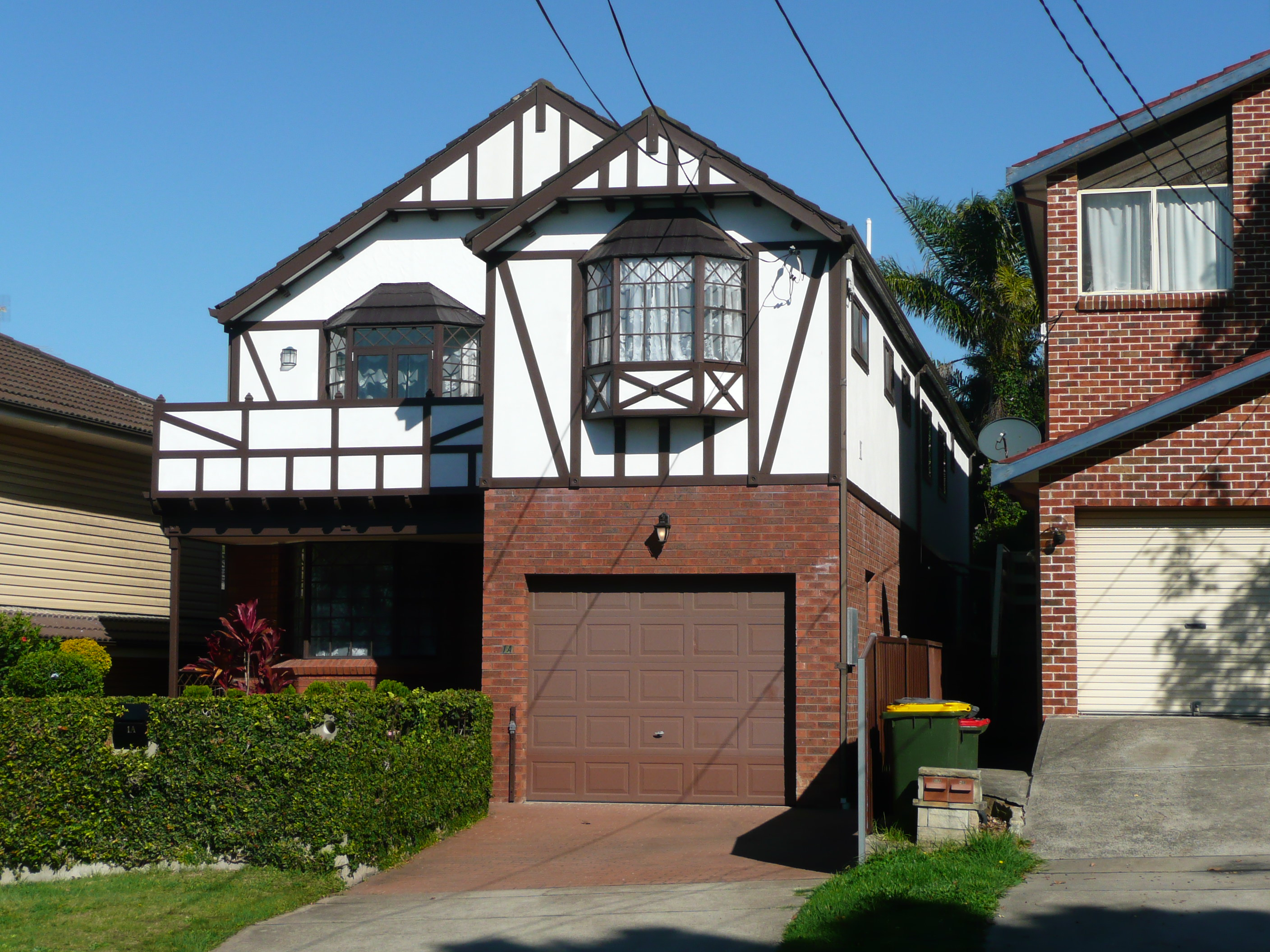
Casa di stile Tudor Revival a Sydney